# فريدريك فلو
فريدريك فلو (بالبوكمول: Fredrik Flo) (10 أكتوبر 1996 - ) هو لاعب كرة قدم نرويجي في مركز الهجوم. لعب مع نادي سوغندال لكرة القدم.

## روابط خارجية
- فريدريك فلو على موقع اتحاد النرويج (النرويجية)
- فريدريك فلو على موقع قاعدة بيانات كرة القدم.إي يو (الإنجليزية)
- فريدريك فلو على موقع Soccerway.com (الإنجليزية)